# Таксі: Бруклін
«Таксі: Бруклін» (англ. Taxi Brooklyn) — французько-американський телесеріал на основі фільмів Таксі.

## Синопсис
Кейтлін Салліван — детектив нью-йоркської поліції, що працює в Брукліні. Після того, як її водійські права припинені, вона покладається на Лео Ромба, водія таксі з Брукліна. Лео стає водієм Кетлін і де-факто консультантом по її справах. При розслідуванні злочинів разом з Лео, Кейтлін також проводить своє власне несанкціоноване розслідування смерті її батька, також детектива нью-йоркської поліції, який, як вважають, був страчений злочинною сім'єю Капелли. При цьому вона стикається зі своїм босом, капітаном Бейкером, і своїм колишнім чоловіком Греггом, який взяв справу в ФБР.

## У ролях

### Головні
- Кайлер Лі — Кейтлін Салліван
- Джекі Ідо[en] — Лео Ромба
- Джеймс Колбі[en] — Джон Бейкер
- Хосе Суньїґа[en] — Едді Еспозіто
- Дженніфер Еспозіто — Моніка Пена
- Білл Гек[en] — Грегг Джеймс
- Еллі Вокер — Френкі Салліван
- Рауль Кассо — Ронні

### Другорядні
- Люк Робертс — Ріс
- Катеріна Муріно — Джада
- Жустін Коцонас[en] — Аннабелла
- Нандіта Чандра[en] — доктор Темпл

## Цікаві факти
- Останні 2 серії зрежисирував Жерар Кравчик — режисер «Таксі 2», «Таксі 3», «Таксі 4».
- Персонаж Лео Ромба приїхав з Марселя.
- Дженніфер Еспозіто знімалась у американському римейку «Нью-Йоркське таксі» (2004).